# Lukas Podolski
Łukasz Józef Podolski (Gliwice, 4 de junho de 1985) é um futebolista polonês naturalizado alemão que atua como atacante. Atualmente joga no Górnik Zabrze.
Ele é considerado um dos melhores jogadores alemães de sua geração. Famoso por seus chutes fortes e precisos de perna esquerda, também é conhecido por seus bons dribles, velocidade e técnica. Pode jogar tanto caindo pelas beiradas, como um ponta, ou atuar na grande área como um centroavante.
Lukas Podolski integrou as categorias de base do Colônia, o clube mais representativo da cidade. Com apenas 18 anos, em novembro de 2003 Podolski estreou na equipe principal que disputava a Bundesliga, a primeira divisão do futebol alemão. O Colônia acabou sendo rebaixado, mas o jovem atacante marcou dez gols nos 19 jogos em que disputou. Na temporada seguinte, 2004–05, Lukas Podolski representou o Colônia na segunda divisão alemã, a 2. Bundesliga. Nela marcou 24 gols e foi fundamental para ajudar a equipe a regressar à primeira divisão. De novo na elite do Campeonato Alemão, na temporada 2005–06 ele marcou doze gols. Os dotes de goleador de Lukas Podolski começaram a ser apreciados por representantes de clubes importantes da Alemanha, e ele acabou chegando a um acordo com o Bayern de Munique, clube que passou a representar a partir da temporada 2006–07, após a Copa do Mundo.
Já pela Seleção Alemã, Lukas Podolski estreou no dia 6 de junho de 2004, num jogo contra a Hungria. Tornou-se assim no primeiro jogador da Segunda Divisão Alemã a representar a Seleção. Ainda nesse mês, Lukas Podolski esteve presente na Euro 2004, disputada em Portugal. Em 2005, representou a Alemanha na Copa das Confederações, onde marcou três gols. No ano seguinte, já como titular indiscutível, esteve na Seleção Alemã que disputou a Copa do Mundo FIFA de 2006, torneio realizado no seu país, tendo ajudado a Seleção a chegar ao terceiro lugar. Podolski marcou três gols no torneio e foi eleito o melhor jogador jovem do Mundial, à frente do português Cristiano Ronaldo. Posteriormente, nas eliminatórias para a Euro 2008, em setembro de 2006, Lukas Podolski marcou quatro gols num só jogo, numa partida em que a Seleção Alemã bateu San Marino por 13 a 0.

## Infância
Nasceu no seio de uma família de atletas, uma vez que o pai também era futebolista e a mãe foi jogadora de handebol. Em 1987, com apenas dois anos, acompanhou os pais quando eles se mudaram para a então Alemanha Ocidental, onde passaram a residir nos arredores de Colônia.

## Carreira

### Início
Seu nome de nascimento em polaco é Łukasz Józef Podolski.[carece de fontes?] Estreou profissionalmente no Colônia, onde se destacou tanto que foi chamado à Eurocopa 2004 mesmo com o rebaixamento da equipe em sua temporada de estreia, a de 2003–04.
Na temporada seguinte, 2004–05, marcou 24 gols e liderou a equipe ao título da Segunda Divisão, permitindo a volta à Bundesliga para a temporada 2005–06.
A história, entretanto, voltou a se repetir: o Colônia foi novamente rebaixado, mas Podolski seguiu sendo a grande estrela da equipe, e foi incluído na lista de convocados para a Copa do Mundo de 2006.

### Bayern de Munique
Antes do mundial, já havia acertado sua transferência para o poderoso Bayern de Munique, onde jogaria a partir da temporada 2006–07.
Chegou ao Bayern após a disputa da Copa do Mundo, trazendo uma enorme expectativa aos torcedores devido ao seu bom desempenho no Mundial, que inclusive rendeu-lhe o prêmio de Melhor Jogador Jovem do torneio, entregue pela FIFA.
Entretanto, não conseguiu firmar-se no clube  bávaro, principalmente após a vinda do italiano Luca Toni, que também havia sido destaque na Copa. A fase era tão ruim que, apenas um ano após sua chegada Podolski chegou a atuar pelo Bayern München II, uma espécie de equipe de categorias de base do Bayern que disputa a terceira divisão alemã.
Em 2009, passou a manifestar seu desejo da sair da equipe, não descartando uma volta ao Colônia. Em janeiro de 2009, em seu site pessoal, Podolski oficializou seu retorno ao Colônia a partir de julho do mesmo ano.

### Retorno ao Colônia
Podolski retornou ao Colônia na temporada 2009–10. Em sua primeira temporada após o retorno, foi o protagonista da razoável temporada da equipe, que conseguiu se salvar do rebaixamento com um 13º lugar na Bundesliga.
Na temporada 2010–11, Podolski marcou seu gol de número 50 na Bundesliga contra o Hannover 96, em março de 2011. Durante toda a temporada, Podolski marcou 13 gols e deu sete assistências.
Em 2011–12, foi a última temporada em sua segunda passagem pelo Colônia. Apesar do rebaixamento da equipe para a Segunda Divisão, Podolski impressionante marcou 18 gols em 29 jogos da liga Bundesliga.[carece de fontes?]

### Arsenal

#### 2012–13
Durante a janela de transferências de inverno de 2011, Podolski recebeu várias propostas de grandes clubes europeus, principalmente do Arsenal e havia muitas especulações e rumores da sua ida para o clube, mas nenhum acordo se concretizou. No dia 30 de abril de 2012, após muita especulação sobre a sua saída do Colônia, o clube anunciou oficialmente a negociação de Podolski com o Arsenal, da Inglaterra. Há alguns meses, Podolski admitiu estar insatisfeito no clube, devido ao fato deste almejar objetivos menores. Muitos clubes foram especulados, mas o time inglês foi o único a demonstrar-se oficialmente interessado na contratação do atacante. O valor da transferência não foi revelado, mas segundo jornais ingleses, gira em torno dos 13,5 milhões de euros.
Sobre a transferência, Lukas Podolski mostrou-se bastante animado:
| “ | A mudança para o Arsenal me dá uma grande chance para ganhar experiência em competições internacionais em um grande clube europeu. Eu tomei essa decisão não contra o Colônia, mas por uma grande oportunidade e para o bem do meu desenvolvimento individual. | ” |

No dia 12 de agosto de 2012, começou estreando com a camiseta do Arsenal em sua primeira partida na pré-temporada, contra o seu ex-clube, o Colônia, marcando duas vezes, sendo um de seus gols de pênalti na vitória por 4 a 0. Depois da pré-temporada, recebeu a camisa número 9 que era de Park Chu-young, que tinha sido emprestado ao Celta de Vigo, e após o holandês Robin van Persie sair do Arsenal a camisa 10 foi deixada para Jack Wilshere. Podolski, em seguida, começou sua primeira partida oficial pelo Arsenal contra o Sunderland, em casa, no estádio Emirates Stadium, no dia 18 de agosto, abertura da Premier League. Ele jogou 63 minutos e depois foi substituído por outro recém contratado, o francês Olivier Giroud. Neste jogo o Arsenal apenas empatou em 0 a 0. Podolski marcou seu primeiro gol pelo Arsenal no dia 2 de setembro, em uma vitória por 2 a 0 contra o Liverpool no estádio Anfield Road. Durante o jogo Podolski teve uma ótima atuação, marcando o primeiro gol da partida e dando uma assistência para o outro gol do jogo que foi marcado por Santi Cazorla, terminando assim com uma vitória de 2 a 0 do Arsenal. Já no dia 15 de setembro, jogou na Premier League contra o Southampton, no estádio Emirates Stadium. Durante o jogo, Podolski teve uma ótima exibição e marcou o segundo gol da partida, um belo gol de falta, sem chances para o goleiro do Southampton, terminando assim com uma goleada de 6 a 1 para o Arsenal. No dia 18 de setembro, Podolski marcou seu primeiro gol na Liga dos Campeões da UEFA justamente em sua primeira partida na competição; foi em uma vitória dos Gunners fora de casa, no estádio Stade de la Mosson, pelo placar de 2 a 1 contra o Montpellier. Fez um gol na goleada do Arsenal por 7 a 3 sobre o Newcastle no Emirates Stadium e foi substituído por Aaron Ramsey após sentir dores. Marcou um gol contra o Stoke City no dia 2 de fevereiro de 2013, que deu a vitória ao time por 1 a 0 em casa. Fez um gol na derrota do Arsenal por 3 a 1 dentro de casa para o Bayern, pela Liga dos Campeões.[carece de fontes?] Dias depois, com um gol aos 45 minutos do segundo tempo, Podolski comandou a virada sobre o Norwich por 3 a 1 em apenas 5 minutos. Fez dois gols pelo Arsenal no dia 14 de maio, chegando a marca de seu 11º gol pela equipe em um jogo contra o Wigan. O Arsenal venceu por 4 a 1 e rebaixou o adversário para a EFL Championship.

### Internazionale
No dia 2 de janeiro de 2015, foi confirmada a transferência por empréstimo de Podolski para a Internazionale por um ano, após viver uma má fase no Arsenal. Estreou pelo novo clube no dia 6 de janeiro, num empate por 1 a 1 contra a Juventus, em jogo válido pelo Campeonato Italiano. No total, marcou apenas um gol pela Inter em 18 jogos.

### Galatasaray
Já no dia 4 de julho de 2015, foi anunciado como reforço do Galatasaray. No dia 24 de janeiro de 2017 marcou cinco gols contra o Erzincanspor, ajudando a equipe a se classificar em mais uma fase da Copa da Turquia.

### Antalyaspor
Após três temporadas no Vissel Kobe, do Japão, foi anunciado como novo reforço do Antalyaspor no dia 23 de janeiro de 2020.

### Górnik Zabrze
Em julho de 2021, após ter sido sondado pelo Fortaleza, o atacante fechou com o Górnik Zabrze, da Polônia.Ele fez sua estreia em 30 de julho, entrando como substituto em uma derrota em casa por 3 a 1 contra o Lech Poznań na Arena Zabrze.Em 21 de novembro de 2021, ele marcou seu primeiro gol pelo Górnik Zabrze, contra o Legia Varsóvia na vitória de 3–2.
Em sua primeira época Podolski rendeu razoavelmente, com nove gols em 27 partidas pelo Campeonato Polonês, contudo sua equipa não passou do meio da tabela.Em 19 de maio de 2022, Podolski concordou com uma extensão de contrato de um ano.

## Seleção Nacional
Nascido na Polônia, Podolski vive desde os dois anos de idade na Alemanha, onde cresceu na cidade de Colônia, tendo optado por defender a Seleção Alemã. Um ano após sua estreia pelo Colônia, já estreava na equipe principal da Mannschaft, aos 19 anos, tendo estreado na Euro 2004. No ano seguinte, marcaria três gols na Copa das Confederações, um deles contra o Brasil.
Quando estreou, usava a camisa de número 20, e usou esse mesmo número durante a Euro 2004, a Copa das Confederações de 2005, a Copa do Mundo FIFA de 2006 e a Euro 2008. Mas após o segundo lugar, após perder contra Espanha na final, Podolski tornou-se titular absoluto da Mannschaft e passou a utilizar a camisa número 10, a mesma que usava no seu clube, o Colônia.
Durante os seus anos na Seleção, foi uma ótima opção para o técnico Joachim Löw. Entretanto, perdeu espaço após as convocações de Mario Götze e Marco Reus. Pela Seleção, Podolski atuava ponta-esquerda ou segundo atacante, sempre jogando pelo lado esquerdo do campo, por preferência do treinador.

### Copa do Mundo de 2006

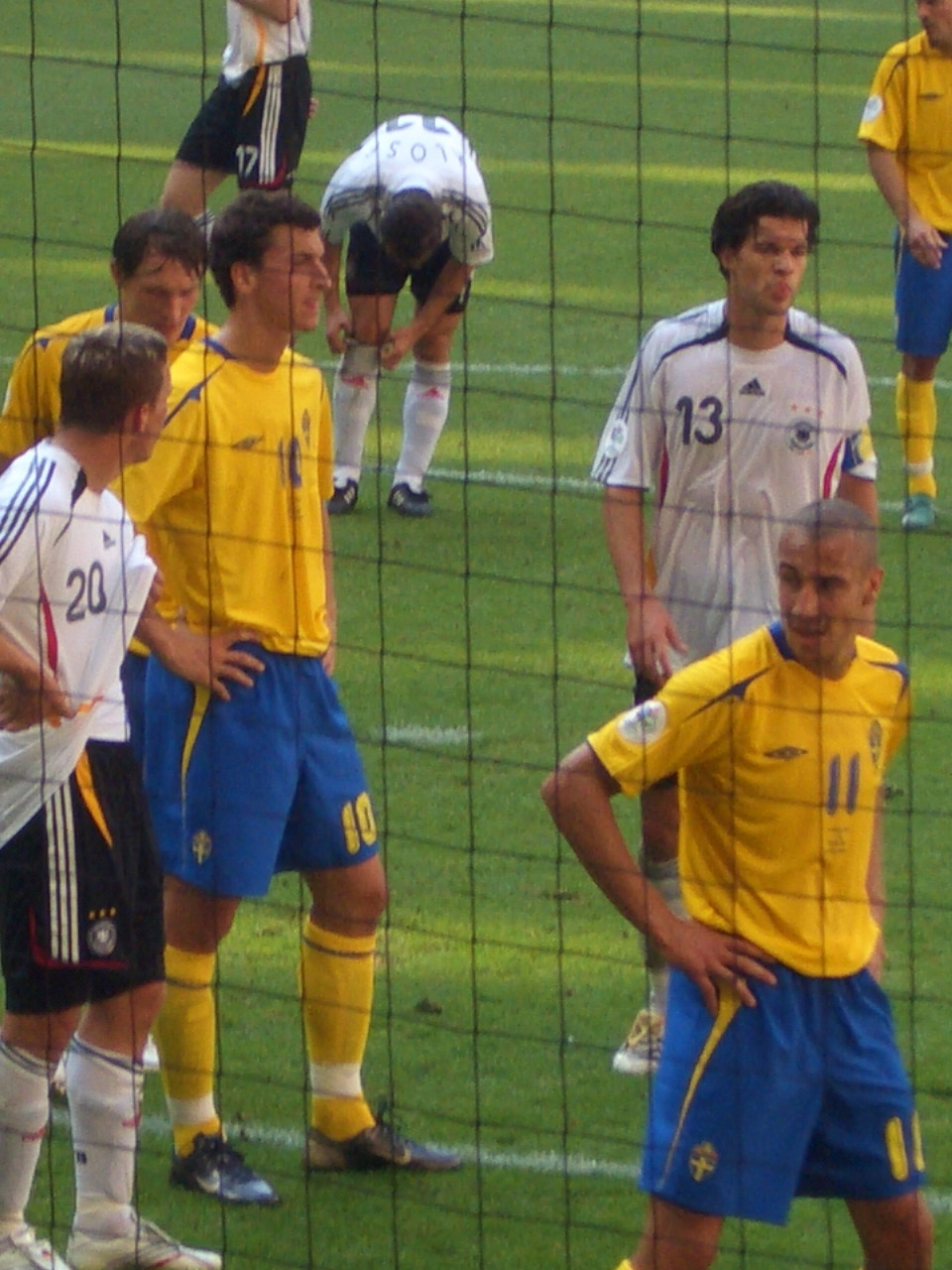
No jogo contra a Suécia, nas oitavas-de-final da Copa do Mundo FIFA de 2006, Podolski marcou os dois gols da vitória, que foram também os seus dois gols no mundial. Na foto, é o jogador alemão mais à esquerda

Podolski fez sua estreia em mundiais na Copa do Mundo de 2006, na sua casa, a Alemanha. Na primeira partida, contra a Costa Rica, viu seu companheiro, Philipp Lahm, fazer o primeiro gol dessa Copa. A vitória foi alemã, por 4 a 2. Na segunda partida, enfrentou seu país-natal, a Polônia. Ele foi bem, mas foi substituído aos 71 minutos de jogo. A Alemanha venceu por 1 a 0, com um gol nos acréscimos de Oliver Neuville, que havia entrado no lugar de Poldi. Foi então que no terceiro jogo, contra o Equador, que Podolski marcou seu primeiro gol em uma Copa do Mundo. Com dois gols de Miroslav Klose, a Alemanha já estava vencendo, então Podolski aproveitou para marcar o dele na goleada por 3 a 0.
Nas oitavas-de-final, a Seleção Alemã enfrentou a Suécia. Podolski teve sua melhor atuação e fez dois gols, aos quatro e aos doze minutos, dando a vitória por 2 a 0 para a Alemanha. Depois disso, a Alemanha passou da Argentina nas quartas-de-final. Num jogo emocionante, com um gol salvador de Klose para a Alemanha e Ayala para a Argentina, o jogo foi para as penalidades. Podolski converteu o seu pênalti, ajudando assim o seu país a chegar à semifinal.
Na semifinal veio uma desilusão. A Itália era o oponente da vez. O jogo foi bastante equilibrado, com o primeiro gol, de Fabio Grosso, saindo apenas aos 119 minutos da prorrogação. Para fechar, Alessandro Del Piero fez outro aos 121. Só restava à Alemanha a disputa pelo terceiro lugar, contra Portugal. O jogo não foi tão complicado e a seleção venceu com dois gols do grande amigo de Podolski, Bastian Schweinsteiger, e um gol contra de Petit, causado pelo mesmo Schweinsteiger.
Além do terceiro lugar, Podolski ficou como de consolação também o Prêmio FIFA Melhor Jogador Jovem da Copa, vencendo jogadores como Cristiano Ronaldo, Wayne Rooney e Lionel Messi.

### Copa do Mundo de 2010
Podolski já era dado como certo na convocação. O treinador Joachim Löw não fez diferente e o convocou. O grupo fez história antes mesmo do mundial começar: nunca tantos estrangeiros, incluindo-se os nascidos em solo alemão, haviam sido chamados juntos para um mundial. Marcado também pela baixa média de idade, o elenco reuniu, além dos polacos Podolski, Klose e Piotr Trochowski, o brasileiro Cacau, o descendente de ganeses Jérôme Boateng, o descendente de nigerianos Dennis Aogo, o sérvio Marko Marin, o hispano-alemão Mario Gómez, os descendentes de turcos Serdar Taşçı e Mesut Özil, e o também muçulmano Sami Khedira, filho de um tunisiano, constituindo no total doze jogadores, mais da metade dos convocados.
A Alemanha caiu no Grupo D, com Gana, Austrália e Sérvia. No primeiro jogo, a Alemanha enfrentou a Austrália e fez a melhor atuação da primeira fase, dentre todas as seleções. Podolski abriu o placar para a Seleção logo aos oito minutos, o primeiro gol alemão na Copa de 2010. Klose, Thomas Müller e Cacau fecharam a goleada por 4 a 0.
No segundo jogo, a Alemanha decepcionou e perdeu de 1 a 0 da Sérvia. Com Klose expulso, a Seleção teve dificuldade e Podolski ainda perdeu um pênalti decisivo, batendo muito fraco. Na terceira partida, Podolski novamente não teve atuação muito boa; seu companheiro Mesut Özil decidiu o jogo, fazendo um belo gol na vitória por 1 a 0.
Nas oitavas-de-final, a Alemanha pegou a forte Inglaterra. Porém a Seleção Alemã passou fácil pelos rivais, goleando por 4 a 1. Klose, Podolski e Müller, este duas vezes, marcam a favor, enquanto Matthew Upson descontou. Nesse jogo ainda ocorreu um dos lances mais polêmicos da Copa. Frank Lampard acertou um belo chute de fora da área, a bola passou de Manuel Neuer e acertou o travessão, quicando dentro do gol, mas voltando para as mãos de Neuer. O árbitro e os bandeirinhas não marcaram o gol, criando uma grande polêmica.
Nas quartas-de-final, a Seleção Alemã enfrentou novamente a Argentina, o mesmo confronto de 2006. Mas dessa vez a Alemanha passou facilmente, por 4 a 0, com grande atuação de Podolski, Klose, Schweinsteiger, Müller e cia. No entanto, a Alemanha voltou a cair na semifinal. Dessa vez, enfrentou a Seleção que se tornaria campeã, assim como na Copa passada. A Espanha venceu por 1 a 0, um gol de cabeça do zagueiro Carles Puyol. Podolski pouco fez nessa partida, sendo anulado completamente por Sergio Ramos.

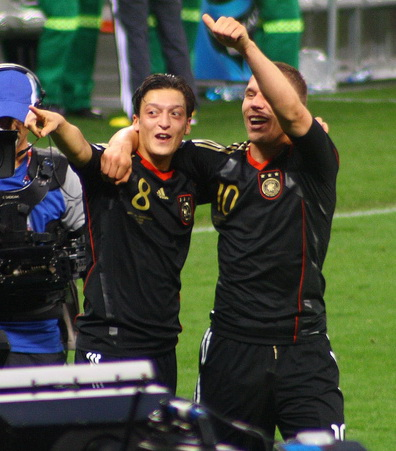
Podolski com Özil: dois dos doze "estrangeiros" da Seleção Alemã na Copa do Mundo FIFA de 2010

Na disputa pelo terceiro lugar, o oponente foi o Uruguai. Podolski não participou da partida, por conta de uma gripe. A Alemanha venceu de virada, por 3 a 2, conquistando o terceiro lugar da Copa do Mundo pela segunda vez consecutiva.

### Euro 2012
Durante a qualificação, Podolski deu assistências para três gols e marcou três vezes, ajudando a Alemanha a vencer todos os 10 jogos da sua campanha de qualificação. Durante a Euro 2012, Podolski começou todos os três jogos da Alemanha do Grupo B, o terceiro sendo sendo o seu jogo número 100 pela Alemanha, um jogo em que ele marcou também. O último jogo de Podolski na Euro 2012 foi contra Seleção Italiana, nas semifinais, onde a Alemanha foi derrotada por 2 a 1.

### Copa do Mundo 2014
Sagrou-se tetracampeão mundial pela Alemanha na Copa do Mundo FIFA de 2014, esbanjando muita simpatia com o povo brasileiro. Fascinado com o Brasil, prometeu que voltaria, se considerando um brasileiro nato. Na sua passagem pelo Brasil, Podolski conheceu a Arena do Grêmio, em Porto Alegre, e adquiriu uma simpatia pelo Flamengo, vestindo as cores rubro-negra em diversas ocasiões.

### Euro 2016
Ainda foi convocado para a disputa da Euro 2016, já como reserva. Semanas depois anunciou, através de uma rede social, sua aposentadoria da Seleção.

### Aposentadoria da Seleção
Podolski se aposentou da Seleção Alemã em um amistoso contra a Seleção Inglesa, no dia 22 de março de 2017. Marcou o único gol da partida num chute de fora da área com o pé esquerdo, dando a vitória para sua Seleção.

### Entre os poloneses, traidor
Ele, que já havia enfrentado a Polônia na Copa do Mundo de 2006, voltou a jogar contra seu país natal na Eurocopa 2008, na estreia de ambas as Seleções. Marcou duas vezes na vitória alemã, e embora não tenha comemorado os gols, causou a fúria de conterrâneos. Um partido ultra católico polaco chegou a excomungá-lo. Na Polônia, um sentimento anti-alemão tem força, dentre fatores mais recentes, em virtude da opressão nazi na invasão durante a Segunda Guerra Mundial.
Podolski, posteriormente, também conseguiu gratidão na Polônia: intermediou um contrato lucrativo com uma empresa de equipamentos esportivos para seu clube favorito na terra natal e patrocinou a construção de um orfanato em Varsóvia. Após a queda trágica de um avião em 2010, que matou diversos políticos poloneses, entre eles, o presidente Lech Kaczyński, Podolski jogou com uma braçadeira negra, em sinal de luto.
Podolski não foi o primeiro polaco a defender a Seleção Alemã: antes dele, pelo menos Miroslav Klose, Martin Max, Dariusz Wosz e Ernest Wilimowski (todos, como Poldi, nascidos na Silésia, região de forte integração entre as etnias polonesa e alemã) jogaram pelos germânicos, além de vários alemães de origem polaca, como Erich Juskowiak, Horst Szymaniak, Hans Tilkowski, Jürgen Grabowski, Pierre Littbarski e Tim Borowski. E nem será o último: depois dele, Lukas Sinkiewicz, Sebastian Boenisch (também silesianos; Sinkiewicz fora seu colega no Colônia) e Piotr Trochowski fizeram o mesmo.
Com Klose, conviveu também no Bayern Munique. Sabe-se que os dois costumavam conversar em polonês quando julgavam necessário para confundir os adversários. Curiosamente, ambos chegaram no mesmo ano à então Alemanha Ocidental: 1987.

## Vida pessoal
Em 2011, Podolski se casou em segredo com Monika Puchalski, a qual ele conhece desde os 17 anos de idade. Em 2008 nasceu seu primeiro filho, Louis Gabriel Podolski. Em 2016, nasceu Maya, a segunda filha do casal.
Tem uma gelataria no seu portfólio de negócios. No dia 6 de janeiro de 2017, abriu uma casa de kebabs em Colônia.

## Estatísticas
Atualizadas até 8 de maio de 2022.

### Clubes
| Clube                | Temporada         | Liga  | Liga | Copa  | Copa | Copa da Liga | Copa da Liga | Competições europeias | Competições europeias | Total | Total |
| Clube                | Temporada         | Jogos | Gols | Jogos | Gols | Jogos        | Gols         | Jogos                 | Gols                  | Jogos | Gols  |
| -------------------- | ----------------- | ----- | ---- | ----- | ---- | ------------ | ------------ | --------------------- | --------------------- | ----- | ----- |
| Colónia II           | 2002–03           | 1     | 0    | —     | —    | —            | —            | —                     | —                     | 1     | 0     |
| Colónia II           | 2003–04           | 1     | 0    | —     | —    | —            | —            | —                     | —                     | 1     | 0     |
| Colónia II           | Total             | 2     | 0    | —     | —    | —            | —            | —                     | —                     | 2     | 0     |
| Colônia              | 2003–04           | 19    | 10   | 1     | 0    | —            | —            | —                     | —                     | 20    | 10    |
| Colônia              | 2004–05           | 30    | 24   | 2     | 5    | —            | —            | —                     | —                     | 32    | 29    |
| Colônia              | 2005–06           | 32    | 12   | 1     | 0    | —            | —            | —                     | —                     | 33    | 12    |
| Colônia              | Total             | 81    | 46   | 4     | 5    | —            | —            | —                     | —                     | 85    | 51    |
| Bayern Munique       | 2006–07           | 22    | 4    | 3     | 2    | 2            | 0            | 7                     | 1                     | 34    | 7     |
| Bayern Munique       | 2007–08           | 25    | 5    | 4     | 0    | 0            | 0            | 12                    | 5                     | 41    | 10    |
| Bayern Munique       | Total             | 47    | 9    | 7     | 2    | 2            | 0            | 19                    | 6                     | 75    | 17    |
| Bayern de Munique II | 2007–08           | 2     | 0    | —     | —    | —            | —            | —                     | —                     | 2     | 0     |
| Bayern de Munique II | Total             | 2     | 0    | —     | —    | —            | —            | —                     | —                     | 2     | 0     |
| Bayern de Munique    | 2008–09           | 24    | 6    | 3     | 1    | 0            | 0            | 4                     | 2                     | 31    | 9     |
| Bayern de Munique    | Total             | 24    | 6    | 3     | 1    | 0            | 0            | 4                     | 2                     | 31    | 9     |
| Colônia              | 2009–10           | 27    | 2    | 4     | 1    | —            | —            | —                     | —                     | 31    | 3     |
| Colônia              | 2010–11           | 32    | 13   | 2     | 1    | —            | —            | —                     | —                     | 34    | 14    |
| Colônia              | 2011–12           | 29    | 18   | 2     | 0    | —            | —            | —                     | —                     | 31    | 18    |
| Colônia              | Total             | 88    | 33   | 8     | 2    | —            | —            | —                     | —                     | 96    | 35    |
| Arsenal              | 2012–13           | 33    | 11   | 2     | 1    | 1            | 0            | 6                     | 4                     | 42    | 16    |
| Arsenal              | 2013–14           | 20    | 8    | 4     | 3    | 0            | 0            | 3                     | 1                     | 27    | 12    |
| Arsenal              | 2014–15           | 7     | 0    | 0     | 0    | 1            | 0            | 5                     | 3                     | 13    | 3     |
| Arsenal              | Total             | 60    | 19   | 6     | 4    | 2            | 0            | 14                    | 8                     | 82    | 31    |
| Internazionale       | 2014–15           | 17    | 1    | 1     | 0    | -            | -            | -                     | -                     | 18    | 1     |
| Internazionale       | Total             | 17    | 1    | 1     | 0    | -            | -            | -                     | -                     | 18    | 1     |
| Galatasaray          | 2015–16           | 30    | 13   | 4     | 2    | 1            | 0            | 8                     | 2                     | 43    | 17    |
| Galatasaray          | 2016–17           | 26    | 7    | 6     | 10   | -            | -            | -                     | -                     | 32    | 17    |
| Galatasaray          | Total             | 30    | 13   | 10    | 12   | 1            | 0            | 8                     | 2                     | 43    | 17    |
| Vissel Kobe          | 2017              | 15    | 5    | 1     | 0    | 2            | 0            | -                     | -                     | 18    | 5     |
| Vissel Kobe          | 2018              | 24    | 5    | 2     | 2    | -            | -            | -                     | -                     | 26    | 7     |
| Vissel Kobe          | 2019              | 13    | 5    | 3     | 0    | -            | -            | -                     | -                     | 16    | 5     |
| Vissel Kobe          | Total             | 52    | 15   | 8     | 2    | 2            | 0            | -                     | -                     | 60    | 17    |
| Antalyaspor          | 2019-20           | 9     | 2    | 2     | 0    | -            | -            | -                     | -                     | 11    | 2     |
| Antalyaspor          | 2020-21           | 31    | 4    | 5     | 1    | -            | -            | -                     | -                     | 36    | 5     |
| Antalyaspor          | Total             | 40    | 6    | 7     | 1    | -            | -            | -                     | -                     | 47    | 7     |
| Górnik Zabrze        | 2021-22           | 26    | 8    | 3     | 0    | -            | -            | -                     | -                     | 29    | 8     |
| Górnik Zabrze        | Total             | 26    | 8    | 3     | 0    | -            | -            | -                     | -                     | 29    | 8     |
| Total na Carreira    | Total na Carreira | 494   | 162  | 57    | 29   | 7            | 0            | 45                    | 18                    | 602   | 209   |

### Seleção Alemã
| Ano   |       |      |
| Ano   | Jogos | Gols |
| ----- | ----- | ---- |
| 2004  | 8     | 2    |
| 2005  | 12    | 8    |
| 2006  | 17    | 12   |
| 2007  | 7     | 2    |
| 2008  | 16    | 7    |
| 2009  | 9     | 6    |
| 2010  | 14    | 5    |
| 2011  | 12    | 1    |
| 2012  | 12    | 1    |
| 2013  | 5     | 2    |
| 2014  | 9     | 1    |
| 2015  | 5     | 1    |
| 2016  | 3     | 0    |
| 2017  | 1     | 1    |
| Total | 130   | 49   |

## Títulos
Colônia
- 2. Bundesliga: 2004–05

Bayern de Munique
- Copa da Liga Alemã: 2007
- Bundesliga: 2007–08
- Copa da Alemanha: 2007–08

Arsenal
- Copa da Inglaterra: 2013–14

Galatasaray
- Supercopa da Turquia: 2015 e 2016
- Copa da Turquia: 2015–16

Vissel Kobe
- Copa do Imperador: 2019

Seleção Alemã
- Copa do Mundo FIFA: 2014

### Prêmios individuais
- Artilheiro da Segunda Divisão Alemã: 2004–05 (24 gols)
- Melhor Jogador Jovem da Copa do Mundo: 2006
- Equipe da Euro: 2008
- Chuteira de prata da Euro: 2008

### Distinções
- Silberne Lorbeerblatt: 2006 e 2010[81]